# Saint-Rome
Saint-Rome (okzitanisch: Sent Roma) ist eine französische Gemeinde mit 58 Einwohnern (Stand: 1. Januar 2022) im Département Haute-Garonne in der Region Okzitanien (vor 2016 Midi-Pyrénées). Sie gehört zum Arrondissement Toulouse und zum Kanton Revel. Die Einwohner werden Saint-Romains genannt.

## Lage
Die Gemeinde Saint-Rome liegt in der Kulturlandschaft Lauragais zwischen dem Fluss Hers-Mort und dem Canal du Midi, 22 Kilometer südöstlich von Toulouse. Umgeben wird Saint-Rome von den Nachbargemeinden Montgaillard-Lauragais im Norden und Nordosten, Villefranche-de-Lauragais im Osten, Gardouch im Süden, Vieillevigne im Westen, Montesquieu-Lauragais im Westen und Nordwesten sowie Villenouvelle im Nordwesten. Durch das Gemeindegebiet verläuft die Autoroute A61.

## Bevölkerungsentwicklung
| Jahr                       | 1962 | 1968 | 1975 | 1982 | 1990 | 1999 | 2006 | 2013 | 2020 |
| Einwohner                  | 121  | 108  | 81   | 93   | 74   | 68   | 61   | 55   | 59   |
| Quellen: Cassini und INSEE |      |      |      |      |      |      |      |      |      |

## Sehenswürdigkeiten

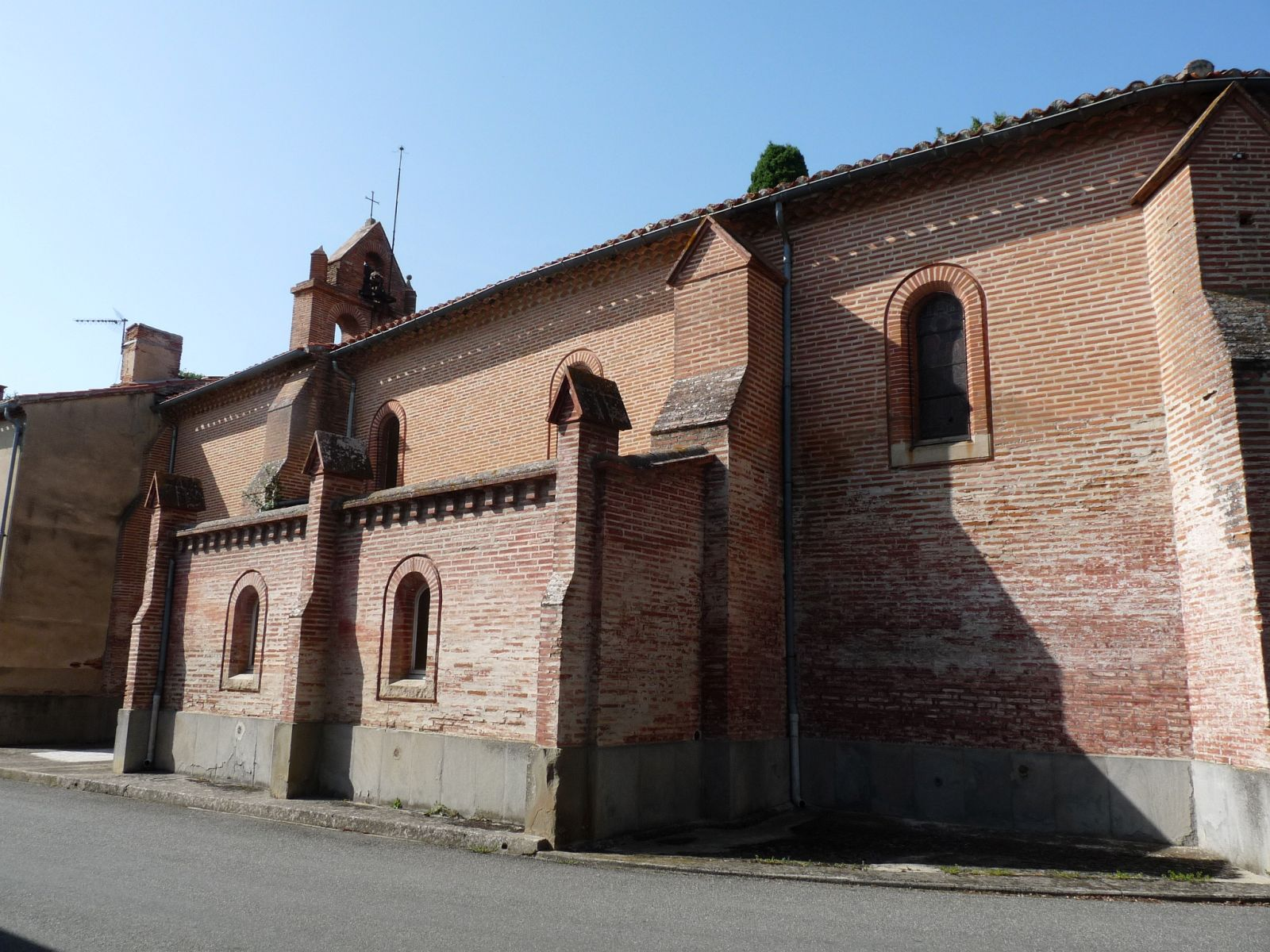
Kirche Saint-Romain
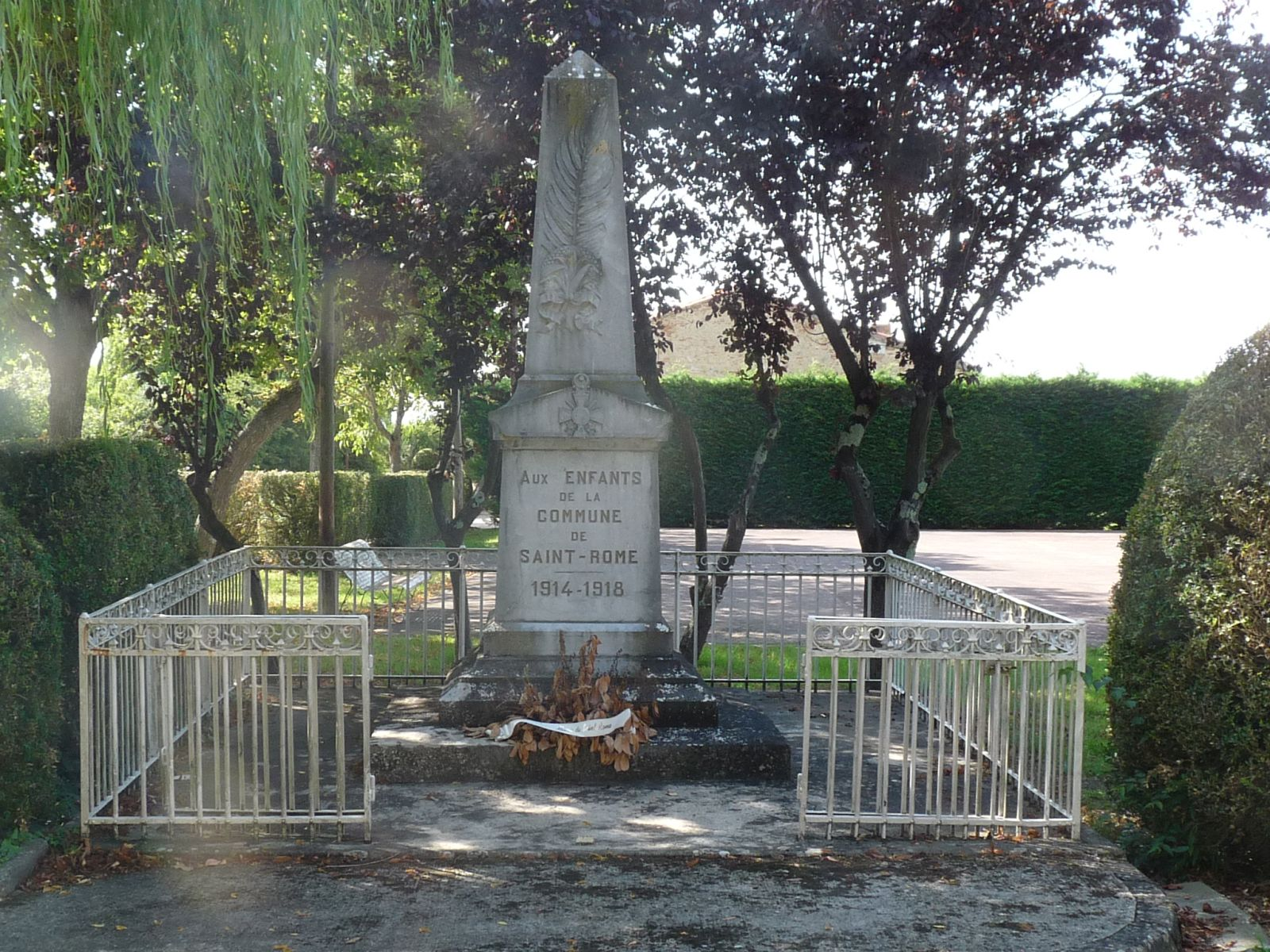
Gefallenendenkmal

- Kirche Saint-Romain
- Gefallenendenkmal